# Теркс и Кайкос (фильм, 2014)
«Теркс и Кайкос» — британский телевизионный фильм 2014 года в жанре драма/политический триллер, автором сценария и режиссёром которого является драматург Дэвид Хеа. События в фильме тематически продолжают историю фильма «Страница 8» («Page Eight»), который транслировался на телеканале BBC в августе 2011 года. Следующий фильм —
«Солёное поле боя» 2014 года («Salting the Battlefield»).

## Сюжет
После событий, описанных в «Восьмой странице», бывший офицер MI5 Джонни Уоррикер (Билл Найи) скрывается на островах Теркс и Кайкос. Случайно он встречается с Кёртисом Пелиссье (Кристофер Уокен), который в свою очередь знакомит Джонни с несколькими сомнительными американскими бизнесменами, которые владеют компанией под названием «Gladstone». На следующее утро один из бизнесменов найден мертвым на пляже при странных обстоятельствах. Оказывается, что Мелание Фолл (Вайнона Райдер), координатор «Gladstone» знает больше, чем рассказывает. Когда Пелиссье рассказывает о том, что он агент ЦРУ, работающий под прикрытием, который знает кем является Джонни на самом деле, Джонни немедленно заключает сделку: он поможет Пелиссье с расследованием по делу «Gladstone» в обмен на его молчание о местонахождении Уоррикера.
Оставшийся в живых бизнесмен утверждает, что находится на островах для участия в международном финансовом совещании. Джонни узнает, что они связаны с лондонским инвестором магнатом Стирлингом Роджерсом (Руперт Грейвс), который также является директором благотворительного фонда «The Bridge». Джонни связывает «The Bridge» со своим давним противником, премьер-министром Соединённого Королевства, Алеком Бислей (Рэйф Файнс). Старая подруга Джонни, бывший аналитик MI5 Марго Тирелл (Хелена Бонэм Картер), в настоящее время работает финансовым экспертом в Лондоне с Роджерсом. Он звонит старому знакомому Ролло Марвелей (Юэн Бреммер), чтобы связаться Марго и получить точную информацию касательно «The Bridge».
В скором времени Джонни понимает масштабы активности «Gladstone»: они являются «начальниками снабжения», которые запрашивали слишком высокую цену у правительства США для сооружения секретных тюрем и пыточных лагерей. Когда Марго и Роджерс прибывают на остров, Джонни поспешно раскрывает своё присутствие вместе с Пелиссье, таким образом делая крупную ставку встречаясь с заинтересованными сторонами. Среди напряженных переговоров, Джонни — с помощью информации от Марго — обеспечивает сделку между ЦРУ и «Gladstone», и выявляет связь между избыточными средствами компании и будущими амбициями Бисли. Однако, Пелиссье дважды переходит дорогу Джонни и тот вынужден бежать с островов. Он и Марго мирятся, а также — с помощью местного полицейского Кэрролла — ускользают от ЦРУ так, чтобы бежать на лодке. Вдвоем они пускаются в бега, осознавая, что их жизнь никогда больше не будет прежней.

## Актёры
- Билл Найи — Джонни Уоррикер, бывший аналитик MI5
- Хелена Бонэм Картер — Марго Тиррелл, бывшая подруга Джонни
- Руперт Грейвз — Стирлинг Роджерс, директор фонда «The Bridge»
- Рэйф Файнс — премьер-министр Алек Бислей
- Юэн Бремнер — Ролло Маверлей
- Джеймс Макардл — Тэд Финч
- Вайнона Райдер — Мелани Фолл, финансист
- Кристофер Уокен — Кёртис Пеллисье, агент ЦРУ на островах
- Дилан Бейкер — Гари Бетуэйт
- Мередит Итон — Клэр Кловис
- Зак Гренье — Дайдо Парсонс
- Джулие Хьюлетт — Натали Хелие
- Джеймс Нотон — Фрэнк Чёрч
- Малик Йоба — Джим Кэрролл, детектив на островах

## Съёмки
Съёмки прошли в Лондоне и на островах Теркс и Кайкос. Компании, принимавшие участие в создании фильма: Carnival Films, Heyday Films, Beaglepug and Masterpiece в сотрудничестве с NBCUniversal.